# Patrick Bruno
Patrick Bruno (* 26. Mai 1964 in Paris) ist ein französischer Physiker.
1983 bis 1987 studierte er Physik an den französischen Universitäten in Saint-Cloud und Paris. Seine Promotion schloss er 1989 im Institut d’Électronique Fondamentale an der Université Paris-Sud in Orsay ab. Ab 1999 war er Honorarprofessor an der Martin-Luther-Universität Halle-Wittenberg.
Von 1998 bis 2007 war er Direktor am Max-Planck-Institut für Mikrostrukturphysik in  Halle (Saale), dessen geschäftsführender Direktor er von 2000 bis 2001 und 2006 bis 2007 war. Seit 2007 arbeitet er an der European Synchrotron Radiation Facility (ESRF) in Grenoble.
2007 wurde er für seine Forschungen auf dem Gebiet der theoretischen Festkörperphysik mit dem Gottfried-Wilhelm-Leibniz-Preis ausgezeichnet. 2009 erhielt er die Ernst-Mach-Ehrenmedaille und den Prix Jean Ricard. Er ist seit 2008 Mitglied der Deutschen Akademie der Naturforscher Leopoldina. 1989 war er Stipendiat der Alexander-von-Humboldt-Stiftung und 1994 erhielt er die Bronzemedaille der CNRS.
Er befasst sich insbesondere mit der Theorie des Magnetismus in Nanostrukturen und reduzierten Dimensionen, zum Beispiel Wechselwirkungen in Schichten von Ferromagneten (Interlayer Exchange Interactions) und die Berry-Phase in anisotropen Ferromagneten.